# Давид Бен Гурион
Давид Бен Гурион (хебр. דָּוִד בֶּן גּוּרִיּוֹן; Плоњск, 16. октобар 1886 — Израел, 1. децембар 1973), рођен као Давид Грин, је био израелски државник и први премијер Израела и министар одбране (1948—1953. и 1955 — 1963) који је посветио свој живот оснивању израелске државе у Палестини и касније добио титулу оца домовине.
Бен Гурионова страст према ционизму, која је почела рано у животу, довела га је до тога да постане главни ционистички вођа и извршни шеф Светске ционистичке организације 1946. године. Као шеф Јеврејске агенције од 1935. године, а касније председник извршног одбора Јеврејске агенције, био је де факто вођа јеврејске заједнице у Палестини и у великој мери водио њену борбу за независну јеврејску државу у Мандатарној Палестини. Дана 14. маја 1948, званично је прогласио оснивање државе Израел, и био је први који је потписао Израелску декларацију о независности, коју је помогао да се напише. Бен-Гурион је водио Израел током Арапско-израелског рата 1948. и ујединио је различите јеврејске милиције у Израелске одбрамбене снаге (IDF). Касније је постао познат као „отац оснивач Израела“.
Након рата, Бен Гурион је био први израелски премијер и министар одбране. Као премијер, помагао је изградњу државних институција, председавајући националним пројектима усмереним на развој земље. Такође је надгледао прихват огромног броја Јевреја из целог света. Средиште његове спољне политике било је побољшање односа са Западним Немцима. Радио је са владом Конрада Аденауера у Бону, а Западна Немачка је обезбедила велике суме (у Репарационом споразуму између Израела и Западне Немачке) као компензацију за конфискацију јеврејске имовине од стране нацистичке Немачке током Холокауста.
Годне 1954, поднео је оставку на место премијера и министра одбране, али је остао члан Кнесета. Вратио се као министар одбране 1955. године, након афере Лавон и оставке Пинхаса Лавона. Касније те године поново је постао премијер, након избора 1955. године. Под његовим вођством, Израел је агресивно одговорио на нападе арапских герилаца, а 1956. је напао Египат заједно са британским и француским снагама након што је Египат национализовао Суецки канал током Суецке кризе.
Одступио је са функције 1963. и повукао се из политичког живота 1970. Затим се преселио у Сде Бокер, кибуц у пустињи Негев, где је живео до своје смрти. Постхумно, Бен-Гурион је проглашен за једног од 100 најважнијих људи 20. века према часопису Тајм.

## Биографија
Бен Гурион, чије презиме у оригиналу гласи Grün, рођен је у месту Плоњску у Руској Империји (данас део Пољске) дана 16. октобра 1886. године као син активног ционисте. Образовао се у хебрејској школи коју је основао његов отац. Када је имао 14 година постао је члан ционистичке омладине и вођа групе младих Јевреја назване Езра, а чији су чланови међусобно разговарали само на хебрејском језику. Са 18 година постао је учитељ у варшавској јеврејској школи и придружио се социјалистичкој ционистичкој групи Радници Зиона. Пољску је напустио 1906. године, а 1908. ради на фарми у јеврејском насељу у Палестини која се налазила на подручју које је било под турском контролом. Ту је постао један од покретача пољопривредне радничке комуне те је помогао утемељити јеврејску самоодбрамбену групу Хасхомер (Чувар).
Године 1910. одустао је од од рада на фарми и почео уређивати ционистички раднички лист Јединство на хебрејском језику. У то доба већ је своје презиме променио у Бен-Гурион, што на хебрејском значи син младог лава. Почетком Првог светског рата Турци су га протерали из Палестине, заједно са Јицак Бен Звијем (касније другим председником Израела), те 1915. године Гурион стиже у Њујорк у име социјалистичких циониста. У Њујорку се и венчао са Паулом Монбес, ционистичком активисткињом. Године 1917. у Уједињеном Краљевству објављује Балфорову декларацију која оживљава ционистичке наде због његове подршке народном дому за Јевреје у Палестини. Бен-Гурион помаже организовање Јеврејске легије у оквиру британских трупа, а у коју и сам ступа у Канади у пролеће 1918. године. Но, док је легија допловила до Палестине рат се завршио, а Британци су преузели власт у Палестини. Године 1922. Британски мандат за управу над Палестином постао је службен. Само годину дана раније (1921) постао је генерални секретар Хистадрута, конфедерације јеврејских радника. Цело то време био је представник Хистадрута у Светској ционистичкој организацији и Јеврејској агенцији.
Године 1930. утемељио је Мапаи, ционистичку радничку странку, а до 1935. постао је председник Извршног комитета Јеврејске агенције за Палестину, званичним надлежником јеврејске Свете земље. Девет година касније (1939) Велика Британија је направила велику промену у својој дотадашњој пројеврејској политици и ограничила је имиграцијску квоту Јевреја у Палестину. Године 1944. постао је председник Ционистичке светске организације. И у време Другог светског рата Бен-Гурион је наставио своју борбу сарађујући са Британцима, али је повео политичку и војну борбу против њих у периоду 1947 — 1948. године. На крају је дошао до жељеног циља, Република Израел је проглашена 14. маја 1948. године, а он је проглашен премијером новостворене државе (касније је постао и министар одбране). Такође је успео подељене јеврејске илегалне оружане групе стопити у јединствену војску која је поразила арапске инвазијске снаге и освојила полуострво Синај који припада Египту. На унутрашњем плану петнаест година (изузевши период 1953 — 1955) водио је своју земљу промовишући усељавање, образовање и развој пустињских крајева. Насупрот оштром противљењу опозиције, Бен Гурион је подржао успоставу веза са Западном Немачком.
Године 1963. дао је оставку да би, како је рекао, учио и писао; али и због тога што је изгубио подршку у својој странци. На месту премијера и министра одбране наследио га је Леви Ешкол. Иако је поднео оставку, остао је посланик у Кнесету (израелском парламенту) све до пензионисања 1970. године. У том периоду између њега и Есхкола развило се политичко супарништво. У јуну 1965. године, Бен-Гурион је основао РАФИ странку (Листа израелских радника). На наредним изборима РАФИ је освојио десет посланичких места у Кнесету. Године 1968. РАФИ се придружио МАПАИ странци на чијем је челу сада био Ахдут Ха'авода и оформљена је нова странка — Израелска радничка странка. Но, Бен Гурион је основао нову странку — Харесхима Хамамлацхтит (Државна листа) која је освојила четири посланичка места у Кнесету на изборима 1969. године. Наредне године Бен-Гурион је отишао у пензију и задњих десет година свог живота је живео у кибуцу Сде Бокер у подручју Негев. Преминуо је 1. децембра 1973. године.